# Albert Belle
Pour les articles homonymes, voir Belle.
Albert Jojuan Belle, né le 25 août 1966 à Shreveport (Louisiane), est un ancien joueur américain de baseball qui évolue en ligue majeure de baseball de 1989 à 2000. Ce joueur de champ extérieur compte cinq sélections pour le match des étoiles, de 1993 à 1997.

## Carrière
Albert Belle joue avec les LSU Tigers lors de ses études universitaires à l'Université d'État de Louisiane de Bâton-Rouge. Drafté par les Cleveland Indians en juin 1987, il passe deux ans en Ligues mineures avant de débuter dans la Ligue majeure le 15 juillet 1989.
Excellent joueur avec 381 coups de circuit (dont 242 avec les Indians) en carrière et une moyenne au bâton de 0,295, Belle se signale également par son attitude sur et en dehors des terrains. Il refuse de parler à la presse et rechigne à signer des autographes aux fans. Bagarreur, il est un habitué des incidents de match. Malgré ses frasques, Belle est honoré par The Sporting News du titre de joueur de l'année en 1995.
Devenu agent libre après la saison 1996, il joue deux saisons avec les White Sox de Chicago en signant un contrat de 55 millions de dollars sur cinq ans. Après deux saisons, les Sox libère le joueur qui signe un nouveau contrat de cinq ans, pour 65 millions de dollars cette fois, avec les Orioles de Baltimore. Il est contraint d'écourter sa carrière après avoir joué deux saisons chez les Orioles en raison de douleurs récurrentes.